# Arctia gratiosa
Arctia gratiosa är en fjärilsart som beskrevs av Jacob Hübner 1827. Arctia gratiosa ingår i släktet Arctia och familjen björnspinnare. Inga underarter finns listade i Catalogue of Life.